# FK Dinamo-GTS Stavropol
Ne doit pas être confondu avec Dinamo Stavropol.
Maillots
Le Dinamo-GTS Stavropol (en russe : «Динамо-ГТС» Ставрополь) est un club russe de football basé à Stavropol fondé en 1986 et disparu en 2015.
Le club est localisé dans un premier temps dans la ville d'Izobilny lors de sa fondation. Il se délocalise par la suite à Ryzdvyany en 2005 puis à Stavropol en 2014. Il prend dès l'année suivante l'identité du Dinamo Stavropol et disparaît de fait.

## Histoire
Le club est fondé en 1986 dans la ville d'Izobilny. Il porte alors le nom Signal et remporte en 1988 le championnat de la RSFS de Russie. Il entre l'année suivante dans la troisième division soviétique où il évolue trois saisons.
La chute de l'Union soviétique voit l'équipe, renommée Dinamo, être intégrée dans la nouvelle troisième division russe en 1992. Participant à la zone 1, le club termine onzième sur vingt à l'issue de la saison mais doit se retirer en raison de problèmes de financement et disparaît dans la foulée.
L'équipe est relancée dans un premier temps en 1996 sous son nom d'origine Signal. Après avoir terminée deuxième du groupe Sud de la cinquième division, elle disparaît une nouvelle fois avant de refaire son retour en 1999. Le club parvient cette fois à terminer premier de son groupe et retrouve la troisième division lors de la saison 2000. Il adopte par ailleurs le nom Spartak-Kavkaztransgaz à ce moment-là, qui est raccourcit en Kavkaztransgaz en 2004. Après cinq saisons au troisième échelon, qui voient l'équipe se classer principalement en milieu voire bas de classement, elle quitte une nouvelle fois le championnat pour des raisons financières à l'issue de la saison 2004.
De retour à l'échelon amateur, la direction décide de délocaliser le club à Ryzdvyany durant l'année 2005 et de le renommer Kavkaztransgaz-2005. Il effectue dès l'année suivante son retour en troisième division. L'équipe s'y maintient cette fois pendant huit saisons, se classant principalement en milieu de tableau. Elle fusionne notamment avec les restes du Krasnodar-2000 en février 2011.
Renommé Gazprom-Transgaz-Stavropol (GTS) en 2013, le club est déplacé une nouvelle fois l'année suivante, cette fois à Stavropol dans l'objectif de faire revivre l'historique Dinamo Stavropol. Il est alors renommé Dinamo-GTS en mai 2014 et évolue une saison au troisième échelon en 2014-2015. Le club reprend en 2015 le nom historique Dinamo et coupe définitivement tous liens avec l'ancienne équipe, qui disparaît de fait.

## Bilan sportif

### Classements en championnat
La frise ci-dessous résume les classements successifs du club en championnat.

### Bilan par saison
Légende
- Promotion en division supérieure
- Relégation en division inférieure

| Saison      | Championnat  | Championnat  | Championnat  | Championnat  | Championnat  | Championnat  | Championnat  | Championnat  | Championnat  | Championnat  | Coupe de Russie |
| Saison      | Division     | Pos          | Pts          | J            | V            | N            | D            | BP           | BC           | Diff         | Coupe de Russie |
| ----------- | ------------ | ------------ | ------------ | ------------ | ------------ | ------------ | ------------ | ------------ | ------------ | ------------ | --------------- |
| 1989 (URSS) | 3e Zone 3    | 16e          | 34           | 42           | 13           | 8            | 21           | 41           | 69           | -28          | —               |
| 1990 (URSS) | 4e Zone 4    | 12e          | 25           | 32           | 9            | 7            | 16           | 32           | 43           | -11          | —               |
| 1991 (URSS) | 4e Zone 4    | 7e           | 48           | 42           | 18           | 12           | 12           | 54           | 47           | +7           | —               |
| 1992        | 3e Zone 1    | 11e          | 36           | 38           | 13           | 10           | 15           | 39           | 39           | 0            | Cinquième tour  |
| 1993-1995   | Club inactif | Club inactif | Club inactif | Club inactif | Club inactif | Club inactif | Club inactif | Club inactif | Club inactif | Club inactif | Club inactif    |
| 1996        | 5e Sud       | 2e           | 34           | 16           | 11           | 1            | 4            | 44           | 13           | +31          | —               |
| 1997-1998   | Club inactif | Club inactif | Club inactif | Club inactif | Club inactif | Club inactif | Club inactif | Club inactif | Club inactif | Club inactif | Club inactif    |
| 1999        | 4e Sud       | 1er          | 82           | 30           | 27           | 1            | 2            | 80           | 15           | +65          | —               |
| 2000        | 3e Sud       | 7e           | 67           | 38           | 20           | 7            | 11           | 52           | 35           | +17          | —               |
| 2001        | 3e Sud       | 17e          | 35           | 38           | 10           | 5            | 23           | 32           | 52           | -20          | Premier tour    |
| 2002        | 3e Sud       | 13e          | 43           | 40           | 13           | 4            | 23           | 40           | 72           | -32          | Quatrième tour  |
| 2003        | 3e Sud       | 16e          | 39           | 38           | 9            | 12           | 17           | 46           | 62           | -16          | Premier tour    |
| 2004        | 3e Sud       | 6e           | 49           | 32           | 14           | 7            | 11           | 47           | 34           | +13          | Deuxième tour   |
| 2005        | 4e Sud       | 4e           | 80           | 38           | 24           | 8            | 6            | 67           | 32           | +35          | Quatrième tour  |
| 2006        | 3e Sud       | 7e           | 49           | 32           | 13           | 10           | 9            | 44           | 38           | +6           | —               |
| 2007        | 3e Sud       | 6e           | 46           | 28           | 14           | 4            | 10           | 40           | 37           | +3           | Deuxième tour   |
| 2008        | 3e Sud       | 8e           | 44           | 34           | 11           | 11           | 12           | 38           | 41           | -3           | Deuxième tour   |
| 2009        | 3e Sud       | 15e          | 33           | 34           | 10           | 3            | 21           | 28           | 54           | -26          | Deuxième tour   |
| 2010        | 3e Sud       | 7e           | 44           | 32           | 12           | 8            | 12           | 40           | 51           | -11          | Deuxième tour   |
| 2011-2012   | 3e Sud       | 10e          | 45           | 34           | 12           | 9            | 13           | 39           | 39           | 0            | Deuxième tour   |
| 2011-2012   | 3e Sud       | 10e          | 45           | 34           | 12           | 9            | 13           | 39           | 39           | 0            | Deuxième tour   |
| 2012-2013   | 3e Sud       | 14e          | 28           | 32           | 6            | 10           | 16           | 34           | 50           | -16          | Troisième tour  |
| 2013-2014   | 3e Sud       | 9e           | 47           | 34           | 13           | 8            | 13           | 37           | 32           | +5           | Troisième tour  |
| 2014-2015   | 3e Sud       | 5e           | 74           | 42           | 21           | 11           | 10           | 49           | 32           | +17          | Deuxième tour   |

## Identité visuelle

Logo du Kavkaztransgaz-2005 (2005-2013).
Logo du Gazprom-Transgaz-Stavropol (2013-2014).
Logo du Dinamo-GTS (2014-2015).